# Kougri (Zam)
Pour les articles homonymes, voir Kougri.
Kougri est une commune située dans le département de Zam de la province du Ganzourgou dans la région Plateau-Central au Burkina Faso. Avec plus de 5 000 habitants c'est la localité la plus habitée du département.

## Géographie
Kougri est situé à l'extrémité occidentale du département, à environ 30 km au nord-ouest de Zam, le chef-lieu du département, et à 55 km à l'ouest de Zorgho, le chef-lieu de la province. Traversée par le route nationale 4, la ville est en revanche à 45 km à l'est du centre Ouagadougou.

## Économie
L'économie de Kougri repose en grande partie sur sa position géographique en bordure du fleuve Nakambé dont son pont, sur la RN 4, permet le franchissement. Ville étape sur la route vers Ouagadougou et sur le fleuve, le commerce y est important.
Les communautés de femmes du village et les groupes villageois bénéficient d'épargne et de crédits communautaires pour le développement de jardins familiaux permettant une culture de subsistance et un petit commerce de proximité.

## Santé et éducation
Kougri accueille au sud du centre-ville un centre de santé et de promotion sociale (CSPS) tandis que le centre médical avec antenne chirurgicale (CMA) se trouve à Zorgho.
Le village possède deux écoles primaires publiques (A et B).